# Błażowa
Błażowa – miasto w Polsce, w województwie podkarpackim, w powiecie rzeszowskim, siedziba gminy miejsko-wiejskiej Błażowa, na Pogórzu Dynowskim, nad rzeką Ryjak (dopływ Strugu). Lokalny ośrodek handlowo-usługowy i drobnego przemysłu.
Błażowa położona jest w ziemi sanockiej. Uzyskała lokację miejską przed 1770.
W latach 1954–1972 wieś należała i była siedzibą władz gromady Błażowa. W latach 1975–1998 miasto administracyjnie należało do woj. rzeszowskiego.
Według danych GUS z 31 grudnia 2024 r. miasto liczyło 2074 mieszkańców, będąc 42. najludniejszym miastem w województwie.

## Historia
Początki osady nie są znane – pierwsza wzmianka o Błażowej pochodzi z 1429 i zawarta jest w dokumencie dotyczącym lokalizacji pobliskiej wsi Kąkolówka, wydanym w Dynowie przez Piotra Lunaka Kmitę. Nazwa Błażowa (dawniej Błażejowa) wywodzi się od Błaża (Błażeja), zapewne imienia zasadźcy lub pierwszego jej właściciela. Wcześniej jeszcze znana jako Złotowieniec – według legendy miał taką nazwę nadać król Władysław II Jagiełło, gdy przejeżdżał obok osady i spostrzegł, że naokoło rosną złociste łany zboża.
Mikołaj Rzeszowski herbu Doliwa był właścicielem Błażowej i Rzeszowa. W 1596 powstała fundacja stypendialna utworzona przez księdza Tomasza Raskowicza z Pyzdr – proboszcza z Błażowej dla miejscowej młodzieży. W 1624 i w 1672 najazdy Tatarów spowodowały zniszczenie Błażowej.
Prawa miejskie Błażowa otrzymała przed 1770, była wtedy własnością prywatną. W latach 1772–1918 miasto znajdowało się w zaborze austriackim.
Na przełomie XIX i XX w. nastąpił w mieście rozkwit ruchu spółdzielczego. W okresie międzywojennym miały miejsce strajki chłopskie, a w okresie okupacji niemieckiej miasto było ośrodkiem ruchu oporu. Działał tu ksiądz Michał Pilipiec ps. „Ski” (1912 – 8 grudnia 1944) – kapelan AK, m.in. Obwodu Rzeszów. Związany pracą z Futomą i Błażową. Powołana tu została Placówka AK Błażowa z Dynowem, na czele której stanął krypt. „Buk” – Stanisław Jakubczyk ps. „Chrobry”, Podobwód Rzeszów-Południe AK.
Dużą część ludności Błażowej stanowili Żydzi. Początki żydowskiego osadnictwa sięgają XVIII w. W latach dwudziestych XX w. stanowili ok. 18% ludności miasta. W czasie drugiej wojny światowej w Błażowej funkcjonowało getto, zlikwidowane 26 czerwca 1942. Większość błażowskich Żydów została przesiedlona do getta w Rzeszowie, a następnie zamordowana.
4 grudnia 1944 do miejscowości tej przyjechali funkcjonariusze UB z Rzeszowa i przeprowadzili aresztowania wśród mieszkańców, głównie żołnierzy AK. Wśród aresztowanych, obok ks. Michała Pilipca, znaleźli się Dominik Sobczyk ps. Trop (sekretarz gminy zbiorowej Błażowa), Stanisław Rybka ps. Szpak (plutonowy, dowódca drużyny I Plutonu AK Błażowa), Józef Bator ps. Żyto (żołnierz AK) oraz szereg innych osób.
W 1950 na placu Wolności wzniesiono Pomnik Wdzięczności Armii Czerwonej. 
Miasto jest siedzibą rzymskokatolickiej parafii św. Marcina oraz dekanatu Błażowa.

## Demografia

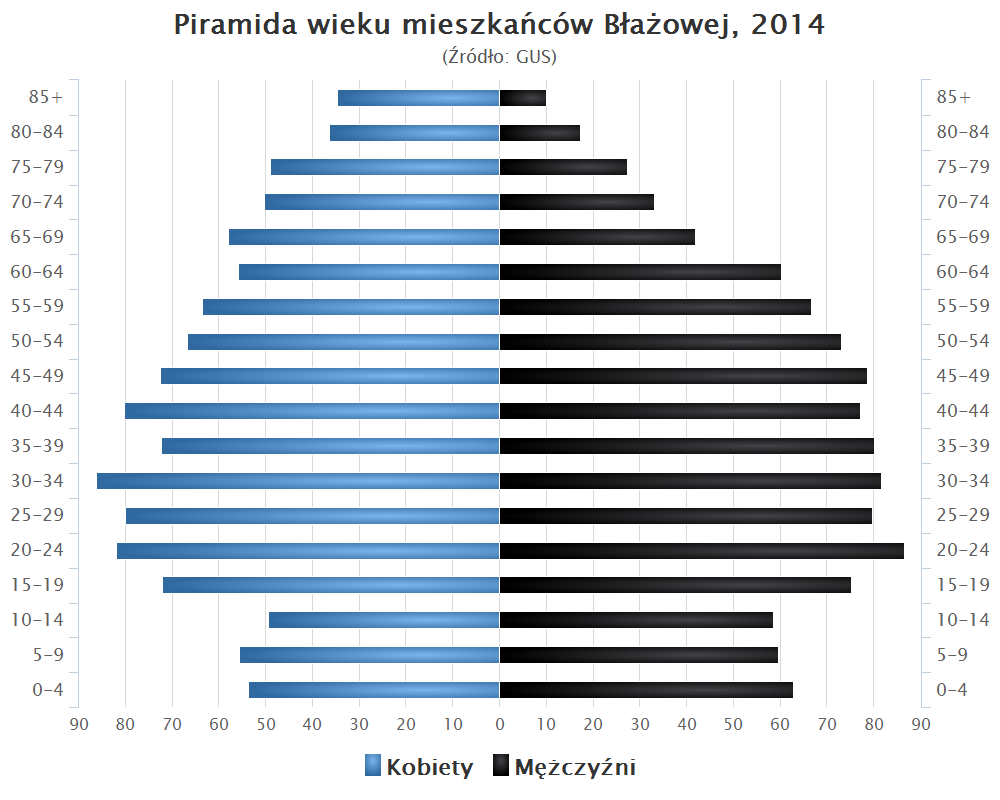
Piramida wieku mieszkańców Błażowej w 2014

## Zabytki[9]

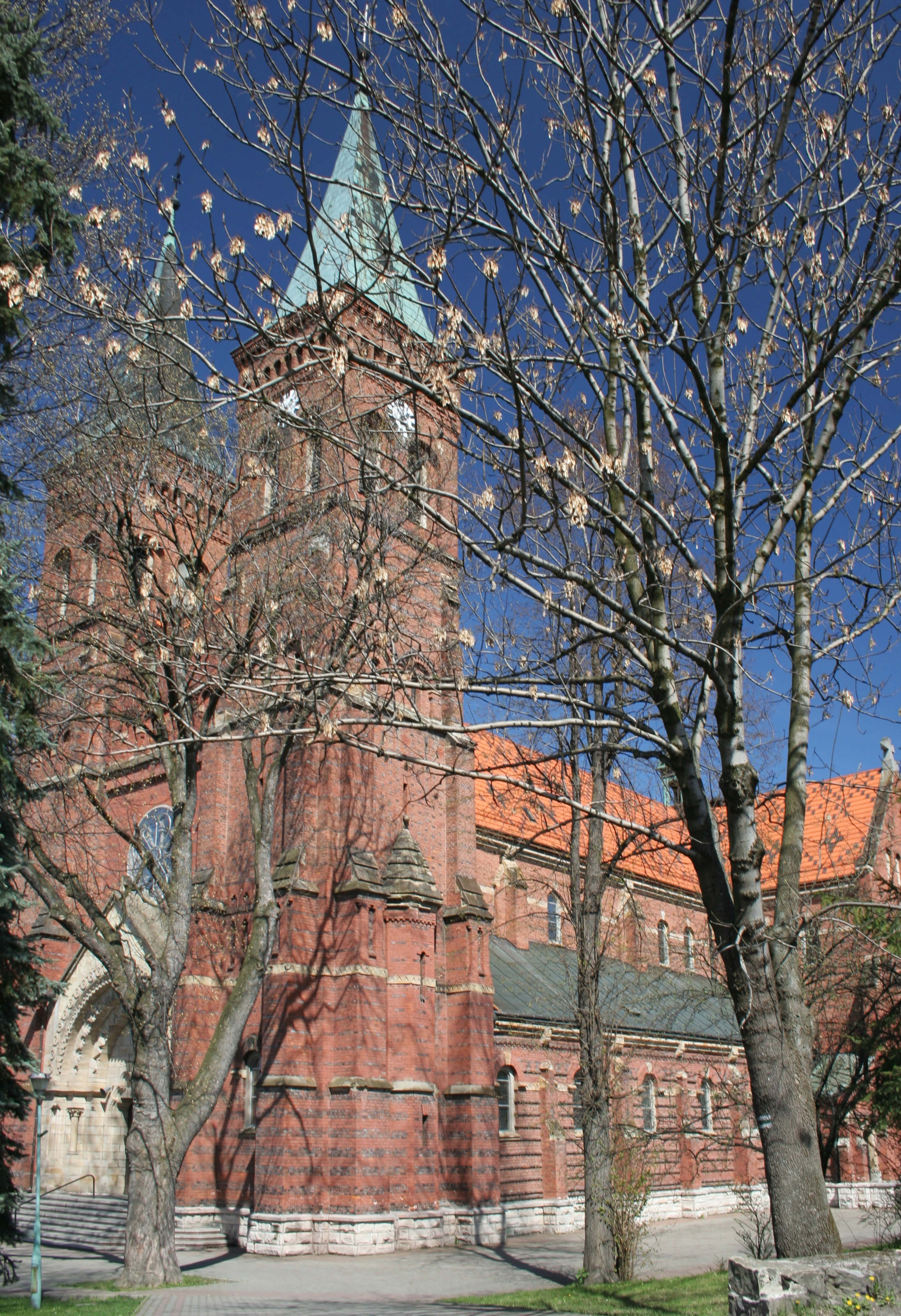
Neogotycki kościół pod wezwaniem św. Marcina

- dwór, pierwotnie klasycystyczny, z przełomu XVIII i XIX w.
- kościół parafialny pw. św. Marcina z końca XIX w. w stylu neogotyckim
- kaplica cmentarna w Błażowej wzniesiona w 1904 w stylu neogotyckim
- ratusz wybudowany w 1900
- cmentarz żydowski pochodzący z XVIII w.
- pomnik Króla Władysława Jagiełły wzniesiony w 1910 z okazji 500. rocznicy bitwy pod Grunwaldem

## Sport
W Błażowej działa klub piłkarski Błażowianka Błażowa założony w 1923. W sezonie 2022/2023 drużyna rozgrywała mecze w klasie okręgowej. W 2010 założono klub piłki koszykowej SSK Błażowa, który w 2014 przeniesiono do Rzeszowa.